# Accounting Standards Board
Accounting Standards Board, ASB, är ett brittiskt organ under Financial Reporting Council (FRC) för support till revisionsbranschen.